# Boston Athenæum

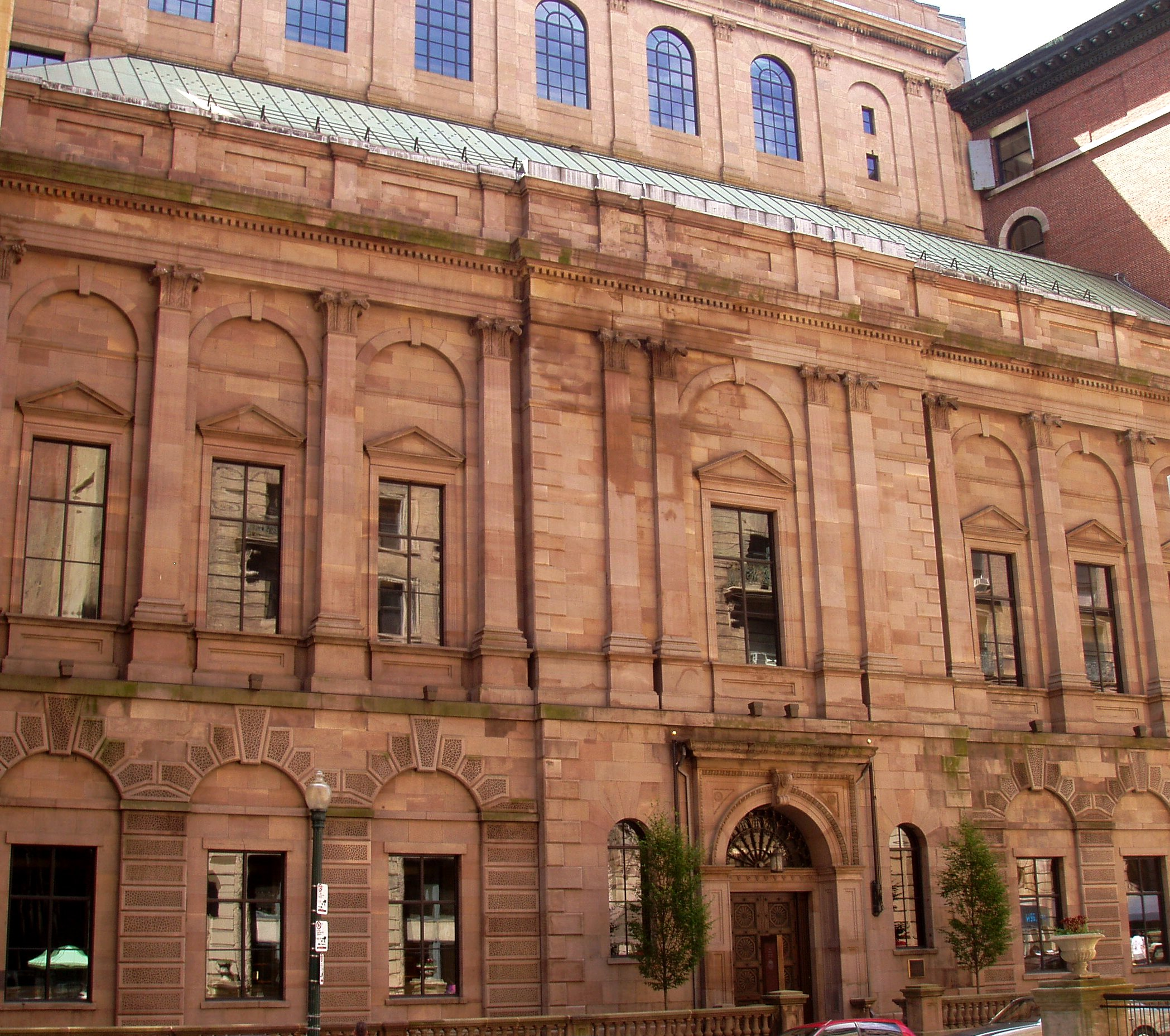
Boston Athenæum

Das Boston Athenæum gehört zu den ältesten Bibliotheken und Museen der Vereinigten Staaten. Es befindet sich in der Beacon Street in Boston, Massachusetts.

## Geschichte
Das Athenæum wurde 1807 von Mitgliedern des Anthology Club nach Vorbild des Athenæum und Lyceum im englischen Liverpool gegründet. Die Zielsetzung bestand in einem "... Zusammenwirken der Vorzüge einer allgemeinen Bibliothek und der Sammlung aller großen Werke des Lernens und der Wissenschaft in allen Sprachen". Die Finanzierung erfolgte durch wohlhabende Bostoner Kaufleute. Nahezu ein halbes Jahrhundert stellte das Athenæum das intellektuelle Zentrum von Boston dar. Zu den Kreis der Schriftsteller und Politiker, die hier verkehrten, gehörten Ralph Waldo Emerson, Henry Wadsworth Longfellow, Daniel Webster und Amy Lowell. Das Athenæum hatte im Jahr 2005 über 500.000 Mitglieder, welche durch 1.049 "Eigentümer" vertreten werden. Dieses Eigentum ist unverkäuflich und gelangt durch Erbschaft an die nächste Generation.

## Gebäude
Nach seiner Gründung 1807 fand das Athenæum eine vorübergehende Unterkunft in den Joy's buildings in der Congress Street, bevor es kurz darauf in die Scollay's buildings in der Tremont Street zog. 1809 erfolgte der Kauf des Rufus Amory House, wo die Sammlungen bis 1822 blieben. Die schnell wachsenden Bestände zogen dann in ein Haus in der Pearl Street, wo 1827 für die Kunstsammlungen der Anbau eines Galeriegebäudes erfolgte. Schließlich beauftragte das Athenæum den Architekten Edward Clarke Cabot mit der Errichtung eines Neubaues in der Beacon Street im Stadtteil Beacon Hill, welcher zwischen 1847 und 1849 entstand. Dieses ursprünglich dreistöckige Gebäude ist der Kern des heutigen Athenæum. Im Erdgeschoss war die Skulpturensammlung untergebracht und die Bibliothek hatte ihre Räume im ersten Stockwerk. Das oberste Stockwerk mit seinen Oberlichtern bot die geeigneten Voraussetzungen für die dort befindliche Gemäldegalerie. Der Architekt Henrys Forbes Bigelow fügte dem Gebäude 1913–1914 einen vierten und fünften Stock hinzu.
Seit dem 21. Dezember 1965 hat das Gebäude den Status einer National Historic Landmark. Am 15. Oktober 1966 wurde das Boston Athenæum als Baudenkmal in das National Register of Historic Places aufgenommen. Es ist zugleich Contributing Property des am gleichen Tag deklarierten Historic District Beacon Hill.

## Bibliothek
1851 gehörte das Athenæum zu den fünf größten Bibliotheken der Vereinigten Staaten. Es besitzt die Privatbibliotheken von George Washington und General Henry Knox. Des Weiteren ist hier die King's Chapel collection zu finden, welche König Wilhelm III. der Massachusetts Bay Colony schenkte. Darüber hinaus befinden sich im Athenæum frühe Dokumente der Vereinigten Staaten sowie Drucke und Fotografien des 19. Jahrhunderts.
Im Jahr 2005 hatte die Bibliothek einen Bestand von über einer halben Million Bücher, wobei der Schwerpunkt auf der Geschichte Bostons, den Neuenglandstaaten, Biografien, englischer und amerikanischer Literatur sowie kunstgeschichtlichen Büchern liegt.

## Kunstsammlung
Die erste Skulptur erhielt das Athenæum 1812 und das erste Gemälde kam 1818 in die Sammlung, welche 1827 erstmals für das Publikum geöffnet wurde. Zudem fanden bis 1873 jährliche Kunstausstellungen statt. Nach der Gründung des Museum of Fine Arts belegte dieses zwei der vier Galerieräume im Haus. Als das Museum 1876 ein eigenes Gebäude bezog, ging auch ein Großteil der Kunstsammlung des Athenæum in den Besitz des Museum of Fine Arts über.
Heute besitzt das Athenæum Jean-Antoine Houdons Büsten von George Washington, Benjamin Franklin und des Marquis de Lafayette aus dem vormaligen Besitz von Thomas Jefferson in Monticello, Gemälde von Mather Brown, John Singer Sargent, Gilbert Stuart, Thomas Sully, Chester Harding und die größte Sammlung des Malers Cephas Thompson.
In der fotografischen Sammlung befinden sich Werke von John Adams Whipple, Felix Nadar, Julia Margaret Cameron und Eadweard Muybridge.

## Verschiedenes
Die Schriftstellerin Amy Lowells war von der Atmosphäre des Athenæum derart angetan, dass sie mit dem Gedicht "The Boston Athenæum" der Institution ein literarisches Denkmal setzte.
Von den zahlreichen Porträts, die Gilbert Stuart von George Washington schuf, ist der so genannte „Athenaeum Head“ der bekannteste, da dieses Bild als Vorlage für die 1-Dollar-Note diente. Heute befindet sich dieses Gemälde jedoch im Museum of Fine Arts.